# Pinedyem I
Pinedyem I, Jeperjaura-Pinedyem, fue Sumo sacerdote de Amón en Tebas, de 1070 a 1055 a. C. y gobernante de facto del sur del antiguo Egipto de 1054 a 1032 a. C. (Schneider). 

## Biografía
Heredando de su padre Pianj el cargo de autoridad en Tebas y el de virrey de Kush, Pinedyem robusteció su influencia en grandes zonas del territorio egipcio a costa de los débiles faraones de la vigésimo primera dinastía, establecida en Tanis. 
Se casó con Henuttauy, una hija de Ramsés XI, para establecer vínculos con otras poderosas familias de la época. Sus hijos fueron: Dyedjonsuefanj, Maatkara, Masaharta, Menjeperra, Mutnedymet, Neferkara Amenemnesu y Psusenes I.
Pinedyem consiguió el título de sumo sacerdote para sus hijos Dyedjonsuefanj, Masaharta y Menjeperra. Su hija Maatkara obtuvo el puesto de Divina adoratriz de Amón. Psusenes I llegó a ser el faraón en Tanis, borrando así de hecho las diferencias entre los dos linajes. 
En la práctica, la dinastía vigésimo primera y sus sumos sacerdotes siempre estuvieron emparentados.
La momia de Pinedyem fue encontrada en el escondrijo DB320 de Deir el-Bahari.

## Titulatura
| Titulatura | Jeroglífico | Transliteración (transcripción) - traducción - (referencias) |

| G5 |

| G5 |

| E2 · D40 | i | mn · n · N36 |

| E2 · D40 | i | mn · n · N36 |

| E2 · D40 | i | mn · n · N36 |

| E2 · D40 | i | mn · n · N36 |

| G5 |

| G5 |

| E2 · D40 | i | mn · n · N36 |

| E2 · D40 | i | mn · n · N36 |

| E2 · D40 | i | mn · n · N36 |

| E2 · D40 | i | mn · n · N36 |

| N5 | L1 | N28 | C12 | U21 · n |

| N5 | L1 | N28 | C12 | U21 · n |

| N5 | L1 | N28 | C12 | U21 · n |

| N5 | L1 | N28 | C12 | U21 · n |

| N5 | L1 | N28 | C12 | U21 · n |

| N5 | L1 | N28 | C12 | U21 · n |

| N5 | L1 | N28 | C12 | U21 · n |

| N5 | L1 | N28 | C12 | U21 · n |

| N5 | L1 | N28 | C12 | U21 · n |

| N5 | L1 | N28 | C12 | U21 · n |

| N5 | L1 | N28 | C12 | U21 · n |

| N5 | L1 | N28 | C12 | U21 · n |

| N5 | L1 | N28 | C12 | U21 · n |

| N5 | L1 | N28 | C12 | U21 · n |

| N5 | L1 | N28 | C12 | U21 · n |

| N5 | L1 | N28 | C12 | U21 · n |

| i | mn · n · U7 | G40 | M29 | Z4 |

| i | mn · n · U7 | G40 | M29 | Z4 |

| i | mn · n · U7 | G40 | M29 | Z4 |

| i | mn · n · U7 | G40 | M29 | Z4 |

| i | mn · n · U7 | G40 | M29 | Z4 |

| i | mn · n · U7 | G40 | M29 | Z4 |

| i | mn · n · U7 | G40 | M29 | Z4 |

| i | mn · n · U7 | G40 | M29 | Z4 |

| i | mn · n · U7 | G40 | M29 | Z4 |

| i | mn · n · U7 | G40 | M29 | Z4 |

| i | mn · n · U7 | G40 | M29 | Z4 |

| i | mn · n · U7 | G40 | M29 | Z4 |

| i | mn · n · U7 | G40 | M29 | Z4 |

| i | mn · n · U7 | G40 | M29 | Z4 |

| i | mn · n · U7 | G40 | M29 | Z4 |

| i | mn · n · U7 | G40 | M29 | Z4 |

| R8 | U36 | D1 · Q3 · N35 | M17 | Y5 · N35 | N5 · Z1 | M23 | X1 · Z2ss | R8 | \| \| | G40 | M29 | Z4 |
|    |     |               |     |          |         |     |           |    |       |     |     |    |

|  |

| R8 | U36 | D1 · Q3 · N35 | M17 | Y5 · N35 | N5 · Z1 | M23 | X1 · Z2ss | R8 | \| \| | G40 | M29 | Z4 |
|    |     |               |     |          |         |     |           |    |       |     |     |    |

|  |